# Deborah Blando
Deborah Salvatrice Blando (née le 3 mars 1969 à Sant'Agata di Militello, Sicile, en Italie), est une chanteuse et multi-instrumentiste italo-brésilienne. Deborah Blando est polyglotte ; elle parle, compose et chante en portugais, italien, espagnol, ukrainien, allemand, anglais et français. Reconnue pour le timbre à la fois doux et puissant de sa voix, elle bat le record des ventes de bandes originales de telenovelas. Elle est également connue pour ses chansons très romantiques et pour sa pop électronique.
Blando signe un contrat avec Sony Music en 1990 et sort son premier album, A Different Story, l'année suivante. Cet album lui vaut un succès international, les singles étant bien diffusés sur les stations de radio américaines, européennes et australiennes. Le succès de Blando s'étend au Brésil tout au long des années 1990, avec la sortie de plusieurs chansons qui atteignent la première place sur les stations de radio du pays et servent de bande-son à des telenovelas. Elle publie deux autres albums au cours de cette décennie : Unicamente (1997) et Deborah Blando (1998).

## Biographie

### Premières sorties (1981–1989)
Dès son enfance, elle montre des aptitudes musicales, à tel point qu'à l'âge de deux ans, elle participe au festival de Sanremo, appelé le Zecchino D'Oro, où elle remporte le prix du meilleur enfant chanteur. À Florianópolis, elle était une vedette de la chorale de l'école de religieuses où elle étudiait. Pendant son temps libre, elle chante dans un club local, où elle excelle en tant que soliste. Lors d'une de ses représentations, un cadre de Santa Catarina lui demande d'enregistrer son premier long-métrage italien. Deborah étant considérée comme un nom trop américanisé pour chanter des chansons italiennes, elle est surnommée Giovanna.
En 1981, à l'âge de 12 ans, elle enregistre son premier album sous le pseudonyme de Giovanna, intitulé Alegria da Gente et entièrement enregistré en italien, se produisant dans les principaux programmes télévisés de l'époque. Ses parents ne voulant pas que sa carrière nuise à ses études, elle arrête sa carrière d'enfant. En 1986, après avoir terminé ses études secondaires, elle est découverte par le chanteur et compositeur Oswaldo Montenegro, de passage à Florianópolis à la recherche de nouveaux talents musicaux, qui l'invite à enregistrer la bande sonore de la pièce de théâtre Os Menestréis,,.

### A Different Story(1990–1994)
En 1990, Deborah Blando est sous contrat avec Sony Music Brasil et rencontre Cyndi Lauper et son manager de l'époque, David Wolf. Deborah déménage bientôt à New York, aux États-Unis, et signe un contrat avec Sony Music International pour la sortie de l'album A Different Story en 1991. Le premier single Boy (Why Do You Wanna Make Me Blue) entre dans les hit-parades américains et dans la publicité Diet Coke. L'album est réédité dans une édition spéciale pour le Brésil en 1993, avec une nouvelle version de Décadence avec élégance de Lobão (bande originale de la telenovela Deus Nos Acuda), et une version du tube de Raul Seixas A Maçã. Le single Innocence atteint la 13e place sur les plus grandes stations de radio d'Europe, tandis qu'au Brésil, il est numéro un pendant plusieurs semaines. En 1995, Deborah est invitée par le groupe espagnol de trip hop B-Tribe à participer à leur album Suave Suave. Elle est également invitée par Coca-Cola à enregistrer le titre O Descobridor dos Sete Mares. Le single se vend à 1 million d'exemplaires au Brésil. La reprise en anglais de la chanson Innocence, écrite par Deborah elle-même à l'âge de 18 ans, conquiert des fans dans le monde entier. Au Brésil, la chanson est restée en tête des hit-parades pendant 13 semaines et fait l'objet d'une édition spéciale en Europe.

### Deuxième album et Atlantic Records (1994–1996)
Après quelques années consacrées à la promotion de l'album A Different Story au Brésil, Blando signe un contrat avec le label Lava Records d'Atlantic Records pour produire un deuxième album en anglais destiné au marché américain, dont la sortie est initialement prévue entre 1995 et 1996.
Parallèlement à la production de l'album, Blando participe également au chant de l'album Suave Suave du groupe de trip hop B-Tribe, sorti en 1995.
L'album est écrit et produit par David Foster, qui a collaboré avec Céline Dion et Whitney Houston à la même époque. À New York, Deborah Blando écrit des chansons avec Carl Sturken et Evan Rogers, qui ont travaillé plus tard avec Christina Aguilera et Rihanna. Les chansons produites par Foster attirent l'intérêt de Patrick Leonard, collaborateur de longue date de Madonna, qui rejoint également le projet.
En raison de problèmes de santé dans la famille, Blando retourne au Brésil et renégocie avec la maison de disques, qui renonce aux chansons pour qu'elles soient publiées au Brésil par un autre label. Certaines des chansons enregistrées entre 1995 et 1996 sont utilisées plus tard sur l'album Unicamente, sorti en 1997.

### UnicamenteetDeborah Blando(1997–1999)
En 1996, Deborah Blando signe un contrat avec Virgin Records au Brésil et sort l'album Unicamente l'année suivante. Réunissant des thèmes spirituels et naturels, l'album fait appel à des producteurs de renom tels que Patrick Leonard (de Madonna et Jeff Beck) et David Foster (de Michael Jackson, Natalie Cole et Whitney Houston). La première chanson, Unicamente, est un hommage à Iemanjá et explose dans les charts en tant que thème principal de la telenovela A Indomada de Rede Globo. La deuxième chanson, Gata, fait partie de la bande originale de la série télévisée Malhação, également diffusée sur Rede Globo. Última Estória est publiée en tant que dernière chanson de l'album. L'album est certifié disque d'or par Pro-Música Brasil et se vend à 120 000 exemplaires en novembre 1997.
En 1998, Deborah sort son troisième album, qui porte son nom, Deborah Blando, et qui est son plus grand succès en Europe, avec un disque d'or au Portugal. L'album marque une nouvelle transformation visuelle pour la chanteuse, qui adhère aux tatouages de rennes et aux symboles tribaux. La première chanson de travail est Somente o Sol, le thème d'ouverture de la telenovela Corpo Dourado, qui a un bon impact sur les stations de radio du pays. Une deuxième chanson de travail, Águias, sort également la même année. La chanson Próprias Mentiras est incluse dans la bande originale de Malhação 1999, en tant que chanson thème du personnage d'Érica (interprétée par l'actrice Samara Felippo). En 2000, deux ans après la sortie de l'album, Próprias Mentiras devient un grand succès à la radio grâce à son inclusion dans la bande originale de la telenovela Laços de Família, en tant que chanson thème du personnage d'Íris (interprétée par l'actrice Deborah Secco).
Un quatrième album, contenant des versions anglaises des chansons d'Unicamente et de Deborah Blando (y compris des titres enregistrés pendant leur séjour chez Atlantic Records), devait également être publié, mais le projet est mis de côté.

### SalvatriceetA Luz Que Acende o Olhar(2000–2002)
Blando continue d'enregistrer aux États-Unis après la sortie de l'album Deborah Blando, mais fait face à une crise majeure avec son label de l'époque, Virgin Records. Accueillie par un autre label, Abril Music, elle retourne au Brésil et renoue avec ses origines italiennes pour sortir l'album Salvatrice, de son deuxième nom, avec des réenregistrements italiens récents, dont des reprises de Rolling Stones et Laura Pausini. À la même époque, elle est invitée par Disney à enregistrer le thème du film Atlantide, l'empire perdu.
En 2002, elle sort sa première compilation, A Luz Que Acende o Olhar, sur Universal Music, qui contient tous ses succès, plus cinq titres inédits en bonus. Le titre, premier et unique single de la compilation, devient la bande originale de la telenovela O Beijo do Vampiro, un autre grand succès pour l'artiste sur les radios brésiliennes. De nouveau pressentie pour faire une bande originale pour Rede Globo, elle enregistre le thème d'ouverture de la telenovela Chocolate com Pimenta. En 2003, elle est invitée par le chanteur irlandais Ronan Keating (ex-Boyzone) sur le titre When You Say Nothing At All, un duo qui remporte un grand succès en Angleterre.

### Retour (depuis 2012)
À la fin de 2011, il est annoncé sur son site officiel qu'elle revisiterait sa carrière dans un concert acoustique après des années d'absence. Blando déclare que son retour s'était fait à la demande de ses fans et qu'elle ne s'inquiétait pas du succès, car elle voulait simplement chanter à nouveau. Plus intime, et dans le but d'assainir sa carrière, elle reprend la route avec une formation composée de deux guitares et d'un piano. Avec son producteur et partenaire Alexandre Green, elle décide de revoir son répertoire de tubes et de créer des versions de classiques allant de Red Hot Chili Peppers et Nirvana à Prince, David Bowie et Guns N' Roses. Après avoir beaucoup expérimenté son répertoire, Deborah mélange à son creuset d'influences des chansons qui révèlent son ADN artistique, faisant preuve d'une maturité qui la distingue de la pop produite dans le pays.
En avril 2020, Blando sort la chanson I Will Never Forget You de manière indépendante sur les plateformes de streaming, avec des paroles influencées par les mots de son guide spirituel Manjushri. En pleine pandémie de 2020, le clip est enregistré avec l'aide d'amis, à distance, et tous les droits ont été reversés à un projet pacifiste.
En juillet 2020, Blando sort l'album Polares comme cadeau à ses fans, 14 ans après son enregistrement. Deborah participe toujours à des séances de psychothérapie.

## Discographie

### Albums studio
- 1991 : A Different Story
- 1997 : Unicamente
- 1998 : Deborah Blando
- 2000 : Salvatrice
- 2013 : In Your Eyes
- 2020 : Polares

### EP
- 2013 : Deborah Blando - EP
- 2018 : One Truth
- 2019 : Heart of Gold

### Compilations
- 2002 : A Luz Que Acende o Olhar